# Cerezo de Río Tirón
Cerezo de Río Tirón est une commune d'Espagne dans la communauté autonome de Castille-et-León, province de Burgos. Elle s'étend sur 63,7 km2 et comptait environ 625 habitants en 2011.